# 支那 (印度)
支那（IAST：cīna）是在前1千纪古代印度文学中提到的民族與地名，其在摩诃婆罗多、摩奴法論以及往世书中均有提及。在早期文獻中，對這個地名與民族的描述不多，在漢傳佛教翻譯佛經時，皆以支那為中國的稱呼。作為對照，古印度則被稱為中國。

## 词源
據信梵文中“支那”一詞來源自公元前221年統一中國的秦朝，或者來自更早的公元前9世纪以来就已存在的秦国。但是，对于支那一詞的起源还有其他說法。 一些中国和印度学者认为支那可能來源自荆國。杰夫·韦德（Geoff Wade）認為支那來源於位於今中國貴州的古代夜郎國，该地区的居民自稱zina。
古希腊罗马人則称中国为Sina或Sinae。

## 摩訶婆羅多
在著名印度史詩摩诃婆罗多就已多次提到支那。
在摩訶婆羅多第二篇大会篇中提到东光国（今阿萨姆）國王福授周围有许多支那人和吉罗陀人。同样在摩訶婆羅多第六篇毘濕摩篇中，則说福授王的军队由支那人和吉罗陀人組成。
摩訶婆羅多的第六篇毘濕摩篇第9章1177行还將支那與北部的蔑戾车部落一同列出，那些蔑戾车部落包括耶婆那、甘波阇、贡多罗、胡那、Parasikas、达鲁那、Ramanas、波罗迦、陀舍摩利迦、Kruras、Sukritvahas、Kulatthas。这些文字可以追溯到公元五世纪，当时胡那人已与波斯的萨珊家族接触。同時，他們被描述為贤者婆私吒和他的母牛保護者，一同抵御眾友仙人。   
在三篇《森林篇》的第51章中，提到支那和波罗婆人 、陀罗陀人、吉罗陀人、耶婆那人、沙迦人、诃罗胡那人、杜夏罗人、信度人、伽古德人、罗摩特人、孟德人、女兒國人、坦伽纳人、羯迦夜人、阿槃提人和迦濕彌羅人曾在王祭中担任般度王坚战的侍从。   
在十二篇《和平篇》的第64章中，提到曼达多國王将耶婆那人、吉罗陀人、犍陀罗人、支那人、沙钵罗人、钵尔钵罗人、沙迦人、杜夏罗人、迦诃人、波罗婆人、安达罗人、摩德罗迦人、奥陀罗人、布邻陀人、罗摩陀人、迦遮人与一些婆羅門-刹帝利混血的种姓、吠舍和首陀羅一并归为陀私优，對这些部族如何安置在自己的国土上感到疑惑。
在摩訶婆羅多森林篇第176章中，般度族人的旅行说明提到，離開毗沙罗枣林（今印度北阿坎德邦巴德里纳特普里）後，穿越艱難的喜马拉雅山地区，就可以抵達支那领土。 
在第五篇第74章怖軍提到了支那一位國王道多穆罗迦（Dhautamulaka），后者曾經诛灭自己的亲友。道多穆罗迦可能指的是中國夏朝末代君主桀 。 
同篇的第86章提到，持國国王想将一千只来自支那的鹿皮赠送给盖娑婆（黑天）。

## 罗摩衍那
蚁垤的罗摩衍那同樣提到了支那以及一個與支那名稱類似的國家极东支那，并将它们与耶婆那、沙迦、吉罗陀、Bahlikas、哩舍伽和坦伽纳等北印度跨喜马拉雅部落联系起来。
罗摩衍那聲稱，年长智者婆私吒通过神牛的神圣力量创造了支那、迦刹、胡那、沙迦、甘波阇、耶婆那、婆罗婆、吉罗陀、僧伽罗、蔑戾车等部族。

## 往世书
在卡利卡往世書中，支那再次与甘波阇、沙迦和钵尔钵罗等一同提及，据说在反对吠陀国王Kalika的战争中，支那支持佛教国王迦利。
往世书中提到，支那與杜夏罗、婆罗婆、甘波阇和钵尔钵罗一同位於古印度北部。Vayu Purana和Brahmanda Purana还將支那稱呼为Cina-maru 。然而Matsya Purana卻將支那稱呼為Vira-maru。根據KP Jayswal博士和MR Singh博士的研究，Cina-maru或Vira-maru位于靠近阿富汗北部的突厥斯坦。

## 佛教文学
在佛教戲劇《曼陀羅克夏沙》中也提到支那，在劇作中列出了同时代的其他部落，如沙迦、耶婆那、吉罗陀、甘波阇、巴克特里亞、波罗婆、迦刹、犍陀罗、Kalutas等。 在《清淨道論》中曾提到支那布一辭。
据麦克·魏策尔博士研究，佛教经文彌蘭王問經中，将支那与沙迦、耶婆那、甘波阇和Vilatas（？）等联系起来，并将它们定位在西藏/拉达克西部。

## 其他文学
考底利耶是孔雀王朝的宰相，也是古代塔克西拉大学的教授，他在政事论中将來自中国的丝绸称为“cinamsuka”和“cinapatta”，而這些詞都包含支那（cīna）前綴。
大约在公元前2世纪，摩奴法論描述了包括支那在內的許多國家的衰落： 
|  | 43：但是，由于忽略了神圣的仪式，也由于他们没有咨询婆罗门教，以下的刹帝利部落逐渐沉淪，进入了首陀羅的状态。 44：Paundrakas、朱罗王朝、达罗毗荼人、甘波阇、耶婆那、沙迦、Paradas、波罗婆、支那、吉罗陀人、陀罗陀和迦刹。 |

除了支那（China）和极东支那（Parama China），在Manasollasa中还提到了來自摩诃支那（Mahachina）的面料。因此，支那可能指的是西藏西部或拉达克，摩诃支那指的是西藏，而极东支那指的是中國大陸。

## 學術考證
印度學學者烈維認為，在印度古代，支那被用來泛指喜馬拉雅山以北的地區，代表遠方之國，通常不一定被特指哪個國家，之後被當成中國的名稱。因為古代絲綢主要生產於中國，印度記載支那盛產絲綢一事，也被用來證明古印度所說支那，確指中國。